# イベリア王国のキリスト教化

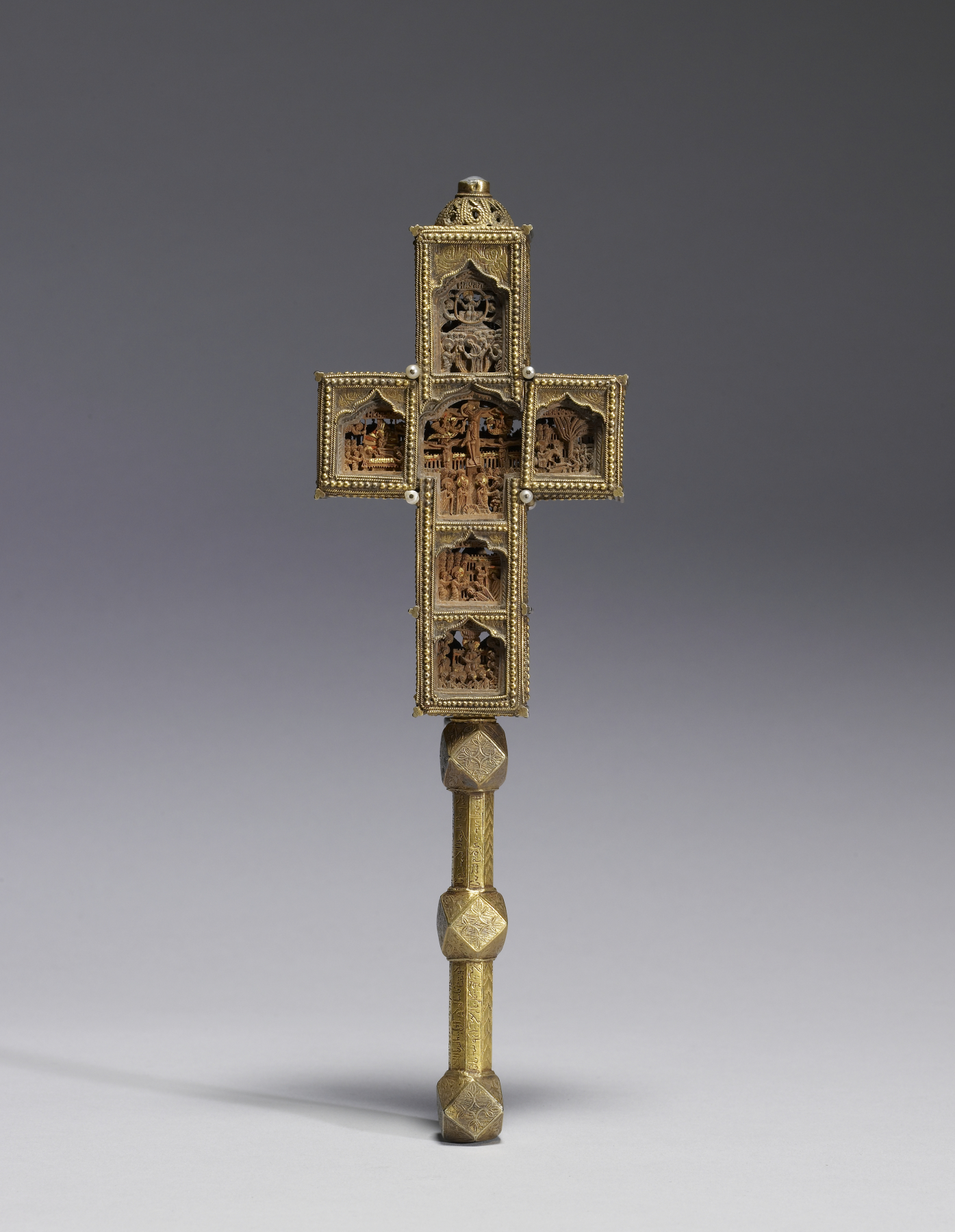
グルジアにおけるカトリコスであったドメンティウス4世の祝祷の十字架。イエスのエルサレム入城や磔刑、昇天、生神女就寝祭、ラザロの復活、ペンテコステを表している。アメリカ合衆国・メリーランド州にあるウォルターズ美術館に収蔵されている。

イベリア王国のキリスト教化（グルジア語: ქართლის გაქრისტიანება）では、4世紀初頭のイベリア王国にて聖ニノの説教によるキリスト教の広がりについて概説する。東ローマ帝国の教会史家・ソゾメノスは、グルジア人は多神教徒であり、「カルトリの神々」として知られている人型の偶像を長い間崇拝していたため、この出来事は国王が「広大であり、好戦的で野蛮な国がキリストを認め、自身らの先祖が信仰していた宗教を放棄する」ことを導いたと記している。国王が布教の全過程において主要な支援者や創案者、主唱者であり、組織力となっていたと考えられている。コンスタンティノープルのソクラテスは「イベリア人は最も早くキリスト教を受容した」と記しているものの、イベリア王国は南部の隣国であったアルメニア王国に次いで2番目に受容した国であると考えられている。アルメニアとグルジアの君主は世界で最初にキリスト教に改宗した人物の1人であった。アルメニアとグルジアの間で教会の敵対心のエスカレートやキリスト論での論争が起きる前までは、コーカサスのキリスト教は非常に包括的・多元的で柔軟であり、硬直した教会論的階級制度が確立されたのはかなり後、特に6世紀から「国の」教会として具体化したときであった。コーカサス地方は古代末期において、グルジア人とアルメニア人が1つの文明内で共存するのが困難なほどユーラシアの中で最も活発で国際的な地域であり、途方もないほどに多様性があったのにもかかわらず、キリスト教化は地方全体の異文化間で起きた現象であった。イベリア王国の首都であったムツヘタに住むユダヤ人は王国のキリスト教化において重要な役割を果たし、グルジアの君主と聖地とのつながりを深める原動力となったことで、ユダヤ砂漠で発見された最古のグルジア語の碑文であるビール・エル・クット碑文を含め、イベリアのペトルの活動で確認されるようにパレスチナに住むグルジア人が増加した。
イベリア王国は近隣の「イラン連邦」と多くの制度を共有し、商業や移住、戦争、結婚などで物理的に繋がっていた。また、ヘレニズム時代の建造物から王冠の変更にまで、建築や芸術にアケメネス朝の文化が根ざした、5世紀から7世紀全体をかけて完成させた新しい多段階の改革に着手したことで、強力なグルジア独特の文化が出現した。
歴史的なキリスト教化の日の前夜に、イランとギリシアの文化を物理的に融合した外国人である聖ニノや同じく外国人であった2人のカルトリの初代大司教、コンスタンティヌス1世によって送られたギリシャ人によって、王と王妃はグルジアに馴染んだ外国人へと変化した。
6世紀前半に限り、グルジア人が教会の最高地位を占有したものの、イラン人やアルメニア人、シリア人などといった外国人は引き続きグルジアの教会管理にて重要な役割を果たした。

## 十二使徒によるキリスト教化
イベリア王国は公式には4世紀初頭にキリスト教を受容したとされているが、グルジア正教会は使徒が起源であると主張し、アンデレをグルジア正教の始祖とみなしており、東ローマ帝国の複数の文献で支持されている。エフレム・ムツィアは後に聖ニノの役割を、イベリア王国の「第2の洗礼」の必然性とともに述べている。考古学的遺物は、4世紀にミリアン3世が改宗する前からキリスト教が広がっていたことを証明している。グルジアの3世紀の埋葬品の一部には、十字架とイクトゥスや、碇と魚の認印つき指輪といったキリスト教の物が含まれており、キリスト教が明確に流入していたことを証明している。これらのことから、イベリアの上流階級が「公式のキリスト教化」のときよりもはるかに早くキリスト教を受容していたことを意味している。

## 王族のキリスト教化
グルジア年代記とカルトリの改宗には、カッパドキアの女性・聖ニノが女王・ナナとミリアン3世を改宗させ、その後にイベリア王国全体のキリスト教化につながったと記述されている。アクイレイアのルフィヌスやカイサリアのジェラシウス、キュジコスのジェラシウス、テオドレトス、コンスタンティノープルのソクラテス、ソゾメノスらは、王族かつ「小さな王」であり、テオドシウス1世の主任指揮官であったバクリウスがグルジアにおけるキリスト教への改宗の源の一つであったと記している。全員がグルジアの伝統について似たような物語を記しているが、聖ニノがイベリアに連れてこられたローマ帝国の無名の人質であったという点が、グレコローマンの作家によって大きく異なっている。グルジア年代記にはニノは、ザビロンとスサナの娘であると記されている。この一家はエルサレムとは直接的には関係がないと考えられている。
また、グルジア年代記にはニノに関して、こう書かれている。ニノがかつて父親に会いにエルサレムに行ったときに、ニノは『誰か、継ぎ目のないイエスのローブ（Seamless robe of Jesus）がどこにあるか知りませんか。』と尋ねたところ、『それはカルトリの国（すなわちイベリア王国）のムツヘタの東にある都市に今もある。』と言われた。これを聞き、ニノはイベリア王国に行くことを決心し、4ヶ月に及ぶ旅の後、6月にヤバケティ（Javakheti)の山に到着した。彼女はパラヴァニ湖に2日滞在した後、王都・ムツヘタへの旅を続けた。ニノは、首都に着いた日がアルマジのために開かれた異教の祭日の日であり、ミリアン3世が祝祭を開いていたことを理解した。この祝祭に衝撃を受けたニノは祈り始め、異教の偶像を破壊する程の「激しい風」を巻き起こした。その後、重病に悩んでいた女王・ナナの側近がニノに近寄った。ニノは側近から女王を治すよう依頼された。女王の病気はすぐに治り、ニノは女王をキリスト教に改宗させた。女王の病気が治ったことを聞かされ、王は「非常に驚いた」。王は当初、王妃の改宗に反対していたものの、狩猟や乗馬を行い、トコチ山の木の上からウプリスツィヘを見渡していたときに、突然日食による暗闇で囲まれるという奇跡に遭遇した。
| 「 | და დაშთა მეფე მარტო, და იარებოდა მთათა და მაღნართა შეშინებული და შეძრწუნებული. დადგა ერთსა ადგილსა და წარეწირა სასოება ცხოვრებისა მისისა. და ვითარცა მოეგო თავსა თჳსსა ცნობასა, და განიზრახვიდა ესრეთ გულსა თჳსსა: "აჰა ესე რა, ვხადე ღმერთთა ჩემთა და არა ვპოვე ჩემ ზედა ლხინება. აწ, რომელსა იგი ქადაგებს ნინო ჯუარსა და ჯუარცმულსა და ჰყოფს კურნებასა, მისითა მოსავობითა, არამცა ძალ ედვაა ჴსნა ჩემი ამის ჭირისაგან? რამეთუ ვარ მე ცოცხლივ ჯოჯოხეთსა შინა და არა უწყი, თუ ყოვლისა ქუეყანისათჳს იქმნა დაქცევა ესე, ანუ თუ ჩემთჳს ოდენ იქმნა. აწ, თუ ოდენ ჩემთჳს არს ჭირი ესე, ღმერთო ნინოსო, განმინათლე ბნელი ესე და მიჩუენე საყოფელი ჩემი და აღვიარო სახელი შენი, და აღვმართო ძელი ჯუარისა და თაყუანისვცე მას და აღვაშენო სახლი სალოცველად ჩემდა, და ვიყო მორჩილ ნინოსა სჯულსა ზედა ჰრომთასა. 王は孤独になり、丘を歩き、森を恐れた。彼は立ち止まり、自信の人生に絶望した。そして、意識を取り戻したときに自身の心に決めた。「まさにこれだ。私には神がいるが、喜びを見つけることはなかった。ニノに説教された者よ、十字架とそれに磔にされた者よ、彼の栄光により癒された者よ、彼は私の災難を救うに足る力を持たないのか。私は今地獄で生きているから、これが世界全体で起きているのか、それともただ私にのみ起こっているのか、分からない。もし、このような災難が私にのみ起こっているのならば、ニノの神よ、暗闇を照らし、私に自分がいる場所を示してくれないか。そうであれば、私はあなたの名前を覚え、十字架の柱を建て、敬意を払い、私が祈りをささげる家を建造し、ニノのローマへの信仰に従うつもりだ。 | 」 |

王がついに、王妃の新しい神であるキリストに助けを求めると、再び日光が差すようになった。王は馬から飛び降り、「東の空」に手を上げ、こう言った。
| 「 | შენ ხარ ღმერთი ყოველთა ზედა ღმერთთა და უფალი ყოველთა ზედა უფალთა, ღმერთი, რომელსა ნინო იტყჳს. あなたは他の神よりも神らしく、他の主よりも主らしい。ニノに示された神よ。 | 」 |

こう言った後、王は新しい神に向かって「新しい十字架の柱」を建てることを再び約束した。無事に王都へと戻り、イベリア王国の「女王と国全体」に迎えられた王は、自身にとって「救世主であり、母でもある見知らぬ女性」であるニノがどこにいるかを「大声で叫んだ」。言い終わった後、王は兵士を引き連れ、ニノに会いに行った。王はニノに促され、自身の新しい信仰であるキリスト教を祝し、教会の礎を築いた。アルメニアの歴史家・モヴセス・ホレナツは、ミリアン3世の改宗後、ニノは「雷神・アルマジのイメージを破壊した。」と記している。教会が完成すると、王はコンスタンティヌス1世へ大使を送り、王国内にキリスト信仰を確立するために、牧師を送るよう求めた。ソゾメノスは、イベリア王国がキリスト教に改宗したという知らせを聞いたことで、「ローマ皇帝は喜び、全ての要求を応じた。」と記している。グルジア正教会の設立とカルトリにおける新宗教の普及は、主に王と貴族の活動によって可能となった。ミリアン3世のムツヘタにおける主な教会建設活動は、キリストの磔刑の目撃者であり1世紀にエルサレムからムツヘタへと移動した、イライアスと呼ばれる敬虔なキリスト教徒によってもたれされた、継ぎ目のないイエスのローブに関するグルジアの伝統による、スヴェティツホヴェリ大聖堂の建築に見られる。サムタヴロ修道院は王の墓がある教会であったが、街の郊外に建てられた。これはローマ帝国のポメリウムの外側に、コンスタンティヌス1世とその家族が教会を建てたときの状況が思い起こされるものである。しかし、ミリアン3世の墓がこの教会の内側にある一方、コンスタンティヌス朝の一族の墓は教会の付近にある独自のマウソレウムにある。また、コンスタンティヌス朝の墓はキリスト教の殉教者の聖人崇敬に捧げられた一方、初期のグルジア正教会には殉教者は存在しなかった。
キリスト教徒となる以前のイベリア人は、ネブカドネザル2世の時代からユダヤ教の社会を持っていた。イベリア王国がエルサレムとシオンに感じた魅力は、ダビデ王の直系であったバグラティオニ朝の君主が、グルジアにて前例のない「ビザンツ化」を主張したころよりも前から存在していた。ルフィヌスとバクリウスはエルサレムで出会い、その地に4世紀末までにイベリアの修道院が建てられた。グルジアの英雄王であるヴァフタング1世の時代に、グルジア正教会はカトリコスの地位を獲得し、アンティオキア教会から独立正教会として認められた。

## 地方でのキリスト教化
王室が新宗教を採用し、熱意があったのにもかかわらず、イベリア王国の農村地域でのキリスト教化はゆるやかなものであった。コーカサス山脈南東部の中腹にてニノとその側近たちは、敵意を持った高地の住民に出会ったものの、最終的には偶像を放棄するよう住民らを説得した。レジスタンスはムツヘタのユダヤ教のコミュニティ内でも発生した。イベリアの農村地域におけるキリスト教化の第一段階は5世紀後期から6世紀初期に起こり、1世代後の世代には固有の修道院の伝統が根付き、カルトリのより周辺の地域へのキリスト信仰の拡大が促進された。530年代から540年代のある時期に、アッシリア十三士がムツヘタに来訪した。十三士の活動によりグルジア周辺に16の修道院とその他に教会が設立され、6世紀に建てられたこれらの建物の基礎は今でも見られる。

## キリスト教化の日
歴史家によって推定されたキリスト教への改宗日は、ミリアン3世の時代の多くに及んでいる。外国およびジョージアの学者が提案した改宗の年は以下の年である。
- 310年代:312年、317年、318年
- 320年代:320年、323年、325年、326年、327年、328年
- 330年代:330年、331年、332年、333年、334年、335年、336年、337年

以前は337年であるという説が広く受け入れられていたが、現在多くの学者が326年に起きたとする説を支持している。この年はジョン・ゾシモスによると5月1日が「復活祭後の第3日曜日」である可能性があり、グルジア正教会によって復活祭が伝統的に開催された年である。

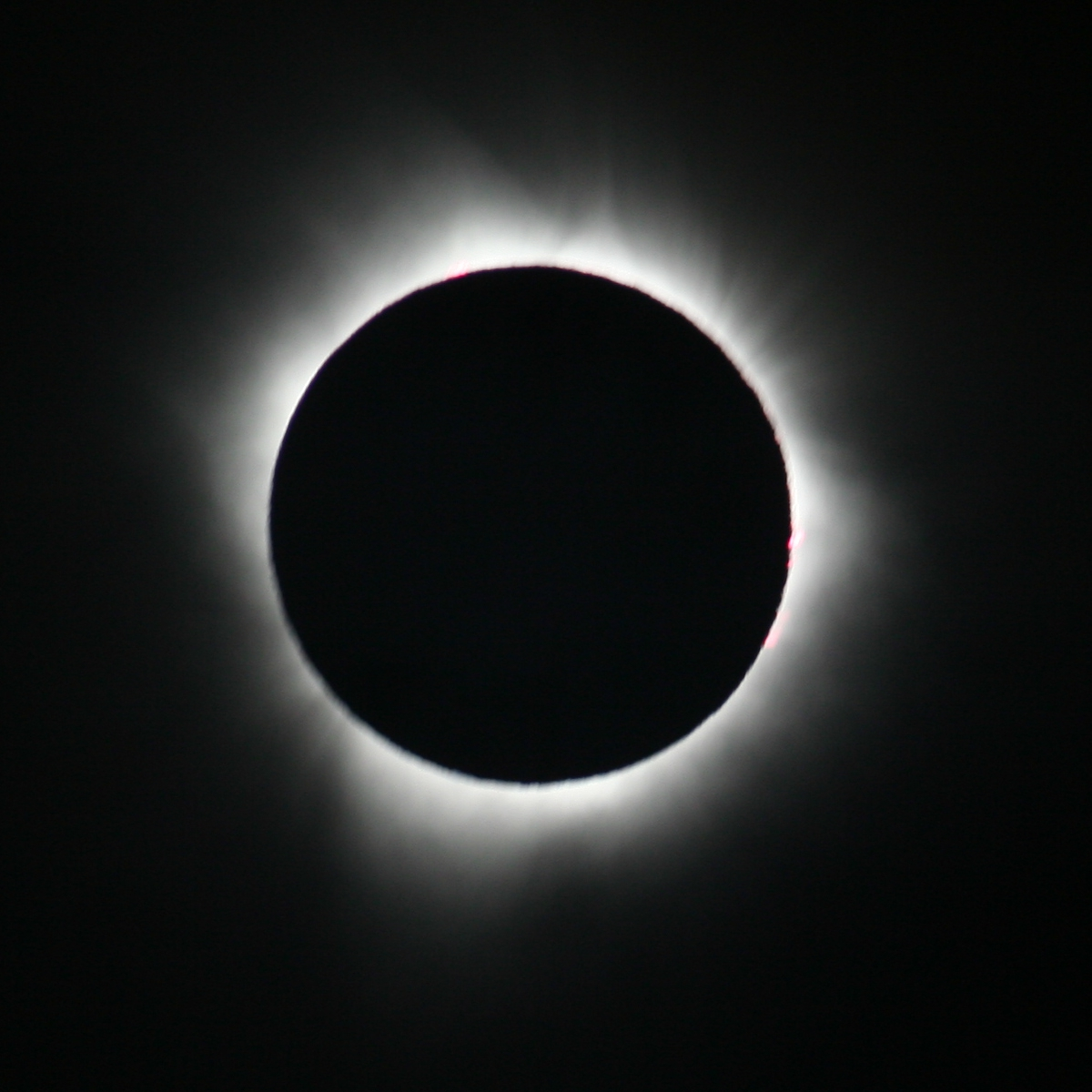
フランス領ポリネシアにて撮影された2010年7月11日の日食。

歴史家とは別に、天文学者も何十年も議論するほどイベリア王国の改宗の日に大きな関心を寄せており、天文学者らは皆既日食が起きた、319年5月6日が正確な改宗の日である可能性の高いと主張している。この日食は実際に4世紀に起こっており、グルジア東部に達したものの、この「日食仮説」は新しいものではなかった。ΔT ≒ 7,500であり、太陽方位角が約290 °である日食の場合、ミリアン3世とその狩猟仲間（あるいは王の側近）は日食全体を目撃することができるが、近隣の町の住民はできない。王がトコチ山の上から見ることが出来る日食の条件は、パタゴニアの山岳地帯で日没時に見られた2010年7月11日の日食の条件と同様であった。319年の日食の間、ムツヘタ付近の標高の低い土地にいた観測者は、地平線から太陽が再び現れることなく、空が時期尚早に暗くなり、その後わずかに明るくなったという現象を目撃したと推測されている。王がいたと推測されているような高所では、皆既日食は確かに驚くべき光景であったと思われる。L・V・モリソンとリチャード・スティーヴンソンが作成したΔT ≒ 7450、± 180 °の地球物理学のモデルによると、改宗の話と興味深い可能性には矛盾は生じないものの、古代と中世に書かれた記述が信頼できるかどうかや、本当に事実を基にしたかどうかという疑問は未だ未解決である。
『グルジア年代記』には、「ある夏の7月20日、日曜日」に起きたと記されている。